# گویش‌های عربی پیشاهلالی
گویش‌های عربی پیشاهلالی زنجیره‌ای از گویش‌های عربی هستند که در شمال آفریقا تکلم می‌شوند و در کنار گویش‌های هلالی خانواده بزرگ‌تر عربی مغربی را شکل می‌دهند. این گویش‌ها نتیجه عربی‌سازی اولیه این مناطق از قرن هفتم تا دوازدهم میلادی هستند و به دلیل اینکه پیش از تصرف شمال آفریقا توسط قبیلهٔ بنی هلال در قرن یازدهم در این منطقه رایج بودند، این‌گونه نامیده می‌شوند.

## پراکندگی
گویش‌های عربی پیشاهلالی در شهرهای تاریخی بزرگی همچون قیروان، قسنطینه، تلمسان و فینه و بندرهای اطراف همچون المهدیه، سوسه، جیجل، قل، رشقون، هنین، جزیره قمیره و طنجه و همچنین ناحیه مثلثی‌شکل بین آن‌ها رایج هستند. زبان جوامع یهودی مغرب و چند مرکز شهری دیگر همچون تونس و سلا نیز از همین دسته است.

## گویش‌ها
گویش‌های عربی پیشاهلالی به سه گروه تقسیم می‌شوند:
- گویش‌های عربی پیشاهلالی شهری: گویش‌های شهرهای تاریخی بزرگ همچون قیروان، تونس، قسنطینه، بجایه، الجزیره، تلمسان، تازه، فینه، رباط، تطوان و شفشاون
- گویش‌های روستایی و کوهستانی شامل:
  - تونسی رایج در ساحل تونس
  - جیجلی رایج در قبایلی کوچک، Constantinois (شرق الجزایر)
  - طراری رایج در کوه‌های طراره، Oranais (غرب الجزایر)
  - جبلی رایج در در بخش‌های جنوبی و غربی ریف و شمال مراکش
- گویش‌های یهودی-عربی در تمامی مغرب

زبان مالتی نیز چون بسیاری از ویژگی‌های پیشاهلالی را دارد، یکی از زبان‌های این دسته طبقه‌بندی می‌شود.